# Луїза Штадлер
Гортензія Луїза Штадлер (нім. Luise Stadler; 18 травня 1864, Цюрих — 9 липня 1942, Обергофені-на-Тунерзе) — швейцарська художниця та гончарка. Засновниця першої в Цюриху художньої школи для жінок у 1899 році.

## Життєпис
У родині Луїзи Штадлер були і гроші, і почуття мистецтва: її батько, Карл Якоб Штадлер, був банкіром; її мати, Катаріна Вільгельміна Штадлер-Фогель, була дочкою історичного художника Людвіга Фогеля. Луїза Штадлер виросла в Цюриху в будинку zum oberen Schönenberg на вулиці Schönberggasse 15, де її дід Людвіг Фогель мав свою майстерню і проживав до своєї смерті в 1879 році.
Штадлер здобула художню освіту в Італії, Парижі (у Луї-Жозефа-Рафаеля Коллінза) та у Франкфурті-на-Майні в Оттілі Родерштайн. У 1896 році вона надіслала додому з Франкфурта фотографію, яка наведена вище: велосипед давав їй можливість для роботи виїжджати на природу разом із колегами-художниками.
Штадлер створювала портрети та натюрморти. Вона кілька разів виставляла свої роботи в Цюрихському музеї художників, а пізніше в Кунстгаусі, який відкрився в 1910 році. На виставках 1908 та 1912 років вона вже не демонструвала картини, а радше кераміку.

Луїза Штадлер залишилася незаміжньою і до 1920 року мешкала в батьківському домі. Останні два десятиліття свого життя вона провела в шале Haldengütli в Обергофені на озері Тун.

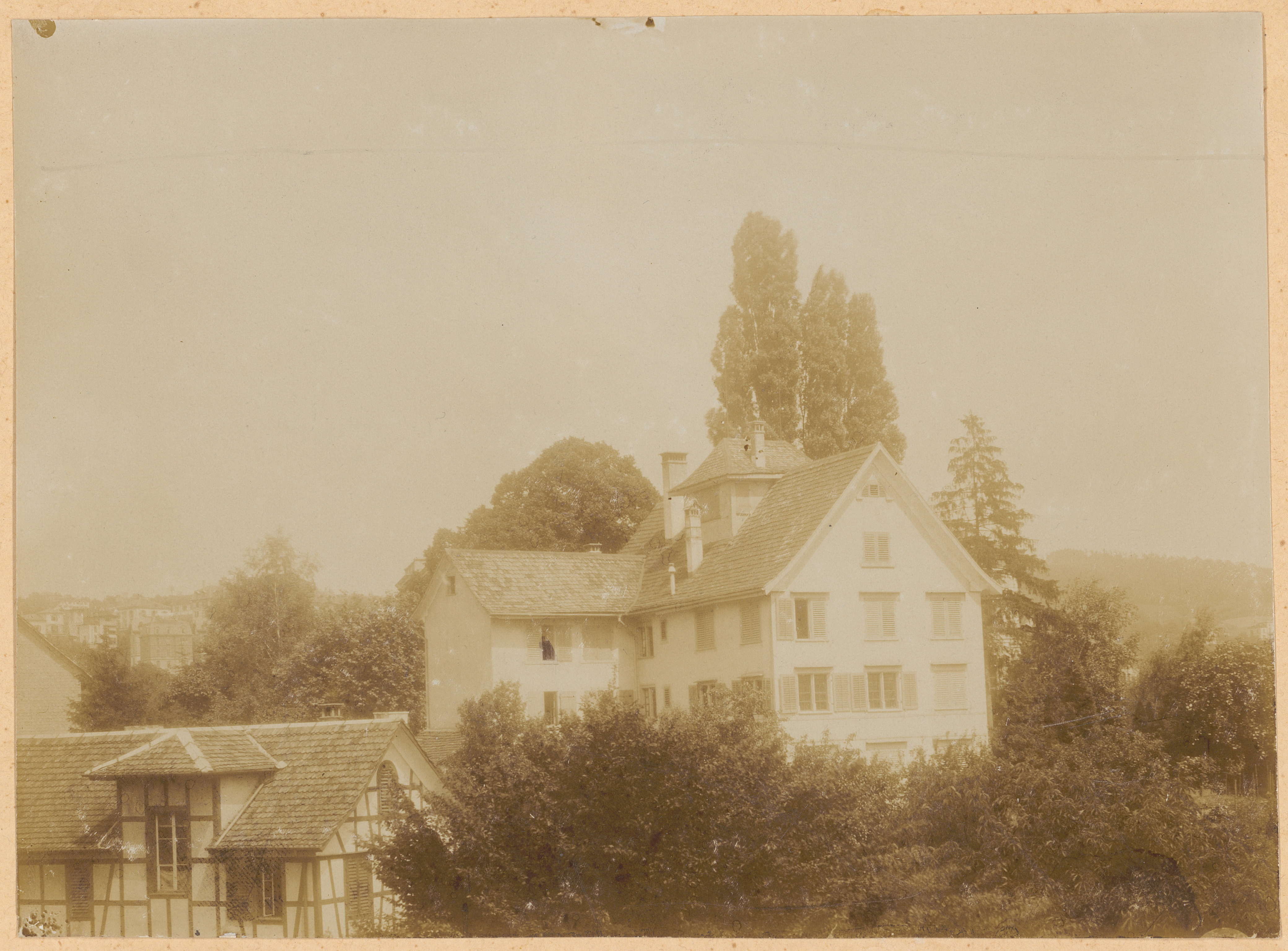
Будинок zum obere Schönenberg 1898 р
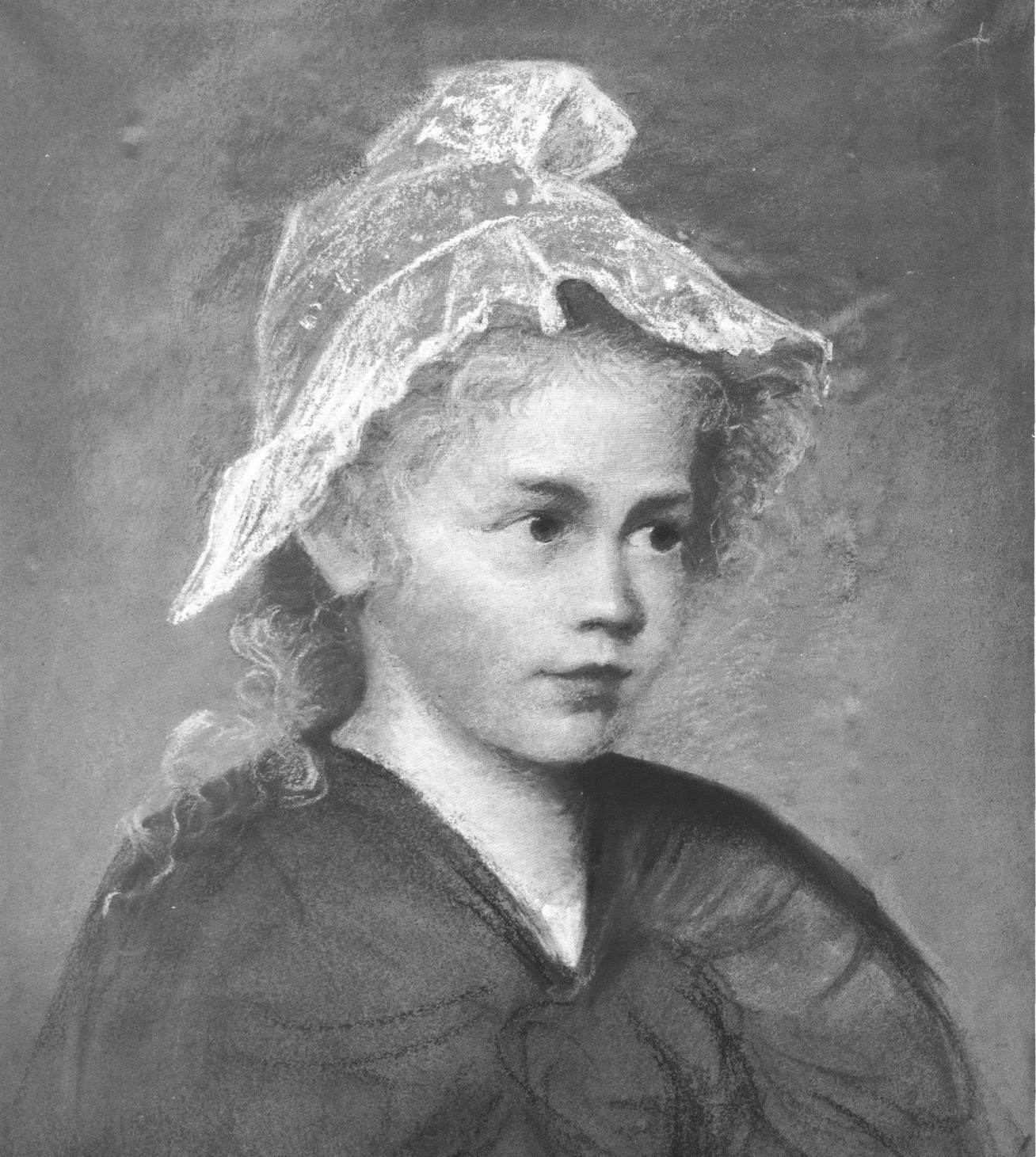
Луїза Штадлер: Портрет її племінниці Сари Вільгельміни Штадлер (нар. 1888), 1894

## «Жіноча школа мистецтв і ремесел» Штадлер
У 1899 році Луїза Штадлер у своєму рідному місті заснувала «Жіночу школу мистецтв і ремесел». Спочатку заняття проводилися в центрі міста на Берзенштрассе, але з 1902 року вони переїхали до «тихого, елегантного затишку» в Цюрих-Готтінгені, до просторої студії художника Арнольда Бекліна, який помер роком раніше.
Навчальна програма була спрямована не лише на початківців-художниць, а й на майбутніх дружин, які хотіли розвинути свій «гарний смак» та «практичне чуття» через мистецтво та ремесла, щоб зрештою «поширити проблиск краси на повсякденне життя» у своїх домівках. Тому, окрім живопису, малювання та скульптури, також пропонувалися численні предмети мистецтва та ремесел. В одному дитячому класі навчали як дівчаток, так і хлопчиків.
У будь-який момент часу художню школу Штадлер відвідувало від 60 до 80 учениць. Про їхнє соціальне походження можна тільки здогадуватися, оскільки списки імен не збереглися. Багато з них, ймовірно, походили з заможних сімей Цюріха, але є також відомості про те, що школу Штадлер охоче відвідували іноземки. Однією з учасниць курсів, яка згодом стала відомою художницею, була Гелен Дам.
За особливих обставин, очевидно, також були бажані учні-хлопці: в школі Штадлер курси Едуарда Штіфеля відвідував Отто Баумберґер.
Сама Штадлер навчала своїх учнів малювати натюрморти, а також зображувати людей (моделями, які часто були одягненими, та за гіпсовими зліпками). Штадлер дуже ретельно підбирала інших учителів у своїй школі: з 1900 по 1910 рік пейзажний живопис та малюнок на пленері викладав Герман Ґаттікер (часто в районі навколо Рюшлікона, де у нього була студія). Взимку під його керівництвом у новому Державному музеї створювалися види кімнат. Ґаттікер також знайомив учнів з технікою офорту, нарисної геометрії та перспективи. З 1902 року учень Бекліна Ернст Вюртенберґер викладав малювання оголеного тіла та голови. Його лекції з техніки живопису були дуже добре сприйняті. До викладацького складу Штадлер також входили художники Едуард Штіфель та Віллі Гуммель, скульптор Герман Балдін та «поет-живописець» Ернст Георг Рюґґ.
Восени роботи учениць та викладачів були представлені широкій публіці. Коментарі в газетах про ці виставки були виключно позитивними. Школа Штадлер мала чудову репутацію. У 1911 році вона була відома як «інститут, в якому найталановитіші викладачі серйозно викладають, а багато учениць також серйозно працюють». Була високо оцінена «здорова художня педагогіка»; ученицям надавалася індивідуальна підтримка, щоб вони могли розвиватися відповідно до власних талантів і нахилів. Штадлер отримувала важливе натхнення для свого прогресивного викладання, відвідуючи провідні художні школи та приватні студії в Берліні, Дрездені та Мюнхені.
Луїза Штадлер керувала школою до 1913 року, після чого керівництво перейшло до скульптора Отто Мюнха та його дружини Марії Мюнх-Вінкель.

## Вебпосилання
- Stadler, Hortensia Louise. In: Sikart, abgerufen am 31. Mai 2022.